# Obeidia marginifascia
Obeidia marginifascia är en fjärilsart som beskrevs av Louis Beethoven Prout 1914. Obeidia marginifascia ingår i släktet Obeidia och familjen mätare. Inga underarter finns listade i Catalogue of Life.